# Municipio de Amherst (Ohio)
El municipio de Amherst (en inglés: Amherst Township) es un municipio ubicado en el condado de Lorain en el estado estadounidense de Ohio. En el año 2010 tenía una población de 6844 habitantes y una densidad poblacional de 170,56 personas por km².

## Geografía
El municipio de Amherst se encuentra ubicado en las coordenadas 41°22′46″N 82°12′27″O / 41.37944, -82.20750. Según la Oficina del Censo de los Estados Unidos, el municipio tiene una superficie total de 40.13 km², de la cual 39.9 km² corresponden a tierra firme y (0.57%) 0.23 km² es agua.

## Demografía
Según el censo de 2010, había 6844 personas residiendo en el municipio de Amherst. La densidad de población era de 170,56 hab./km². De los 6844 habitantes, el municipio de Amherst estaba compuesto por el 96.2% blancos, el 0.72% eran afroamericanos, el 0.35% eran amerindios, el 0.42% eran asiáticos, el 0.04% eran isleños del Pacífico, el 0.82% eran de otras razas y el 1.45% pertenecían a dos o más razas. Del total de la población el 4.54% eran hispanos o latinos de cualquier raza.